# Yucanda miniata
Yucanda miniata är en insektsart som beskrevs av Ball 1937. Yucanda miniata ingår i släktet Yucanda och familjen Dictyopharidae. Inga underarter finns listade i Catalogue of Life.